# 小行星2586
小行星2586（2586 Matson）是一颗围绕太阳公转的小行星。1980年6月11日，卡羅琳·舒梅克在帕洛马山发现了此天体。
該小行星以美國行星科學家丹尼斯·L·馬森（Dennis L. Matson）命名。
这颗小行星的绝对星等为153.4256617581947等。